# 에드워드 헤프런

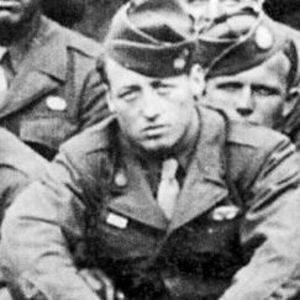

에드워드 제임스 "베이브" 헤프런(영어: Edward James "Babe" Heffron, 1923년 5월 16일 ~ 2013년 12월 1일)은 미국 육군의 공수부대원이었다.

## 생애
미국 펜실베이니아주 사우스 필라델피아에서 태어난 헤프런은 미국 101 공수 사단의 506 낙하산 보병 연대의 2대대에 속한 E 중대의 일등병으로 제2차 세계대전에 참전한 퇴역 군인이다. 이지 중대의 중대원으로서, 헤프런은 네덜란드에서의 마켓가든 작전과 벨기에 바스통에서의 벌지 전투와 같은 주요 전투에서 다른 중대원들과 함께 싸웠다. 헤프런은 독일 란트베르크에 위치한 카우퍼링 유대인 수용소 해방을 도왔으며 히틀러의 독수리 둥지의 점령 작전에도 한몫 했다.
헤프런은 이지 중대의 1942년부터 1945년까지의 활동을 그린 책《전장에서의 형제, 최고의 친구: 두 제2차 세계대전 공수부대원들이 전하는 진짜 밴드 오브 브라더스》을 윌리엄 가니어 및 로빈 포스트와 함께 쓰기도 하였다.
헤프런은 고전이 된 스티븐 앰브로즈의 책 밴드 오브 브라더스와, 톰 행크스와 스티븐 스필버그의 HBO와 드림웍스, 플레이톤의 합작 미니시리즈 밴드 오브 브라더스에서의 영국 스코틀랜드 배우 로빈 랭을 통해 미국의 첫 번째 공수부대원들 중 한 명으로 묘사되기도 하였다. 밴드 오브 브라더스에서 헤프런은 10화 마지막 부분에서 이지 중대를 회상하는 장면에 등장하였을 뿐만 아니라, 그 자신이 직접 극중 카메오로 출연하기도 하였다. (4화 "보충병" 에피소드 중 이지 중대가 아인트호벤을 통과하는 장면에서, 탤버트 하사가 네덜란드 여성과 키스하는 바로 옆 테이블에 앉아 깃발을 흔들고 있다.)